# The Best of Michael Jackson
The Best of Michael Jackson este o compilație greatest hits a cântărețului american Michael Jackson. A fost lansată în anul 1975 de către casa de discuri Motown Records. The Best of Michael Jackson s-a vândut în mai mult de 2.2 de milioane de exemplare în întreaga lume.

## Conținut
Lista melodiilor incluse în album este:
1. "Got to Be There"
2. "Ben"
3. "With a Child's Heart"
4. "Happy"
5. "One Day in Your Life"
6. "I Wanna Be Where You Are"
7. "Rockin' Robin"
8. "We're Almost There"
9. "Morning Glow"
10. "Music and Me"